# Charles M. Rice
Charles Moen Rice (* 25. srpna 1952 Sacramento, Kalifornie) je americký profesor virologie na Rockefellerově univerzitě v New Yorku, člen Národní akademie věd USA a nositel Nobelovy ceny. Za objev viru hepatitidy C (HCV) obdržel společně s Michaelem Houghtonem a Harveyem J. Alterem Nobelovu cenu za fyziologii a lékařství za rok 2020. Alter prokázal, že neznámý virus je běžnou příčinou nevysvětlitelné chronické hepatitidy přenášené krví, Houghton izoloval genom nového viru, který byl pojmenován virus hepatitidy C a Rice poskytl poslední klíčový důkaz, že infekce virem hepatitidy C může sama o sobě způsobit hepatitidu.
Objevení viru hepatitidy C je milníkem v probíhajícím boji proti virovým onemocněním, díky tomuto objevu jsou nyní k dispozici vysoce citlivé krevní testy na přítomnost HCV, které v mnoha částech světa v podstatě eliminovaly potransfuzní hepatitidu. Tento objev také umožnil rychlý vývoj protivirových léků zaměřených na chronickou hepatitidu C. Poprvé v historii lze nyní toto onemocnění léčit, což zvyšuje naději na vymýcení viru hepatitidy C ze světové populace.

## Mládí a studia
Charles Moen Rice se narodil 25. srpna 1952 v Sacramentu v Kalifornii. Otec byl likvidátor pojistných událostí a matka byla v domácnosti. Rice byl jedináček a od malička se obklopoval zvířaty. Brzy se začal zajímat o veterinární medicínu a v roce 1974 získal bakalářský titul v oboru zoologie na Kalifornské univerzitě v Davisu. Po letním kurzu v Mořské biologické laboratoři ve Woods Hole ve státě Massachusetts změnil své zaměření na biologii a základní výzkum. V roce 1981 získal doktorát z biochemie na Kalifornském technologickém institutu, kde studoval RNA viry v laboratoři Jamese Strausse a po získání doktorského titulu zde pracoval jako postdoktorand.

## Vědecká kariéra
Během svého působení na Kalifornském technologickém institutu se Rice podílel na výzkumu genomu viru Sindbis, který přenášejí komáři a u lidí způsobuje horečku a bolesti kloubů. Jeho pozdější výzkum genomu viru způsobujícího žlutou zimnici vedl k vytvoření nové čeledi flavivirů, do níž se později zařadily viry způsobující západonilskou horečku a horečku dengue. Kmen viru žluté zimnice, s nímž pracoval, byl nakonec použit pro vývoj vakcíny proti žluté zimnici.

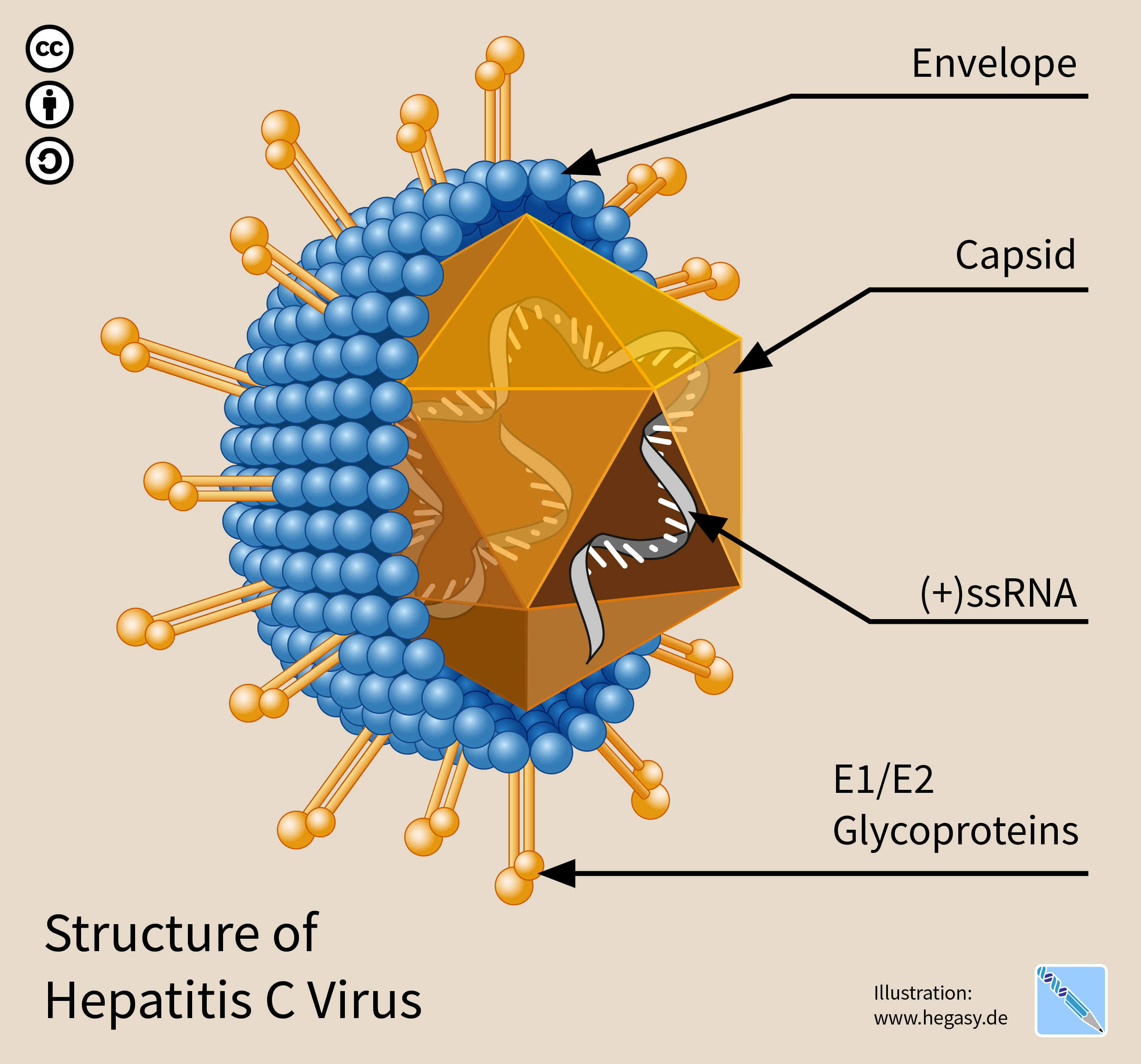
Virus hepatitidy C

Po skončení postdoktorské práce přešel Rice v roce 1986 na Lékařskou fakultu Washingtonovy univerzity v St. Louis, kde se zaměřil na vývoj vakcíny proti hepatitidě C a studium HCV v laboratorních podmínkách. Genetická sekvence viru byla zveřejněna v roce 1989 a objev sice vedl k vývoji diagnostických testů, ale vědcům se nedařilo virus pěstovat v laboratoři, což bránilo jak genetickým studiím, tak vývoji vakcíny. Riceovi se podařilo prokázat, že publikovaná virová sekvence je neúplná. V roce 1996 poskytl popis kompletního genomu HCV a v následujícím roce vytvořil kultivovatelnou verzi viru a prokázal jeho infekční povahu. Zasloužil se také o vývoj buněčných kultur a zvířecího modelu pro studium hepatitidy C a jeho práce poskytla konečný důkaz, že virus hepatitidy C může sám způsobovat nevysvětlitelné případy potransfuzní hepatitidy.
V roce 2001 přešel na Rockefellerovu univerzitu, kde pokračoval ve studiu HCV a učinil několik dalších klíčových objevů, mimo jiné identifikoval proteiny nezbytné pro vstup HCV do jaterních buněk. Kromě toho jeho laboratoř navrhla metody testování látek schopných blokovat replikaci HCV, což vedlo k objevu nových přípravků pro léčbu hepatitidy C. První z těchto léků byl schválen americkým Úřadem pro kontrolu potravin a léčiv (FDA) v roce 2013.
Od roku 2001 je Rice profesorem na Rockefellerově univerzitě. Působí také jako mimořádný profesor na Lékařské fakultě Washingtonovy univerzity a Cornellovy univerzity. Působil ve výborech Úřadu pro kontrolu potravin a léčiv, Národního institutu zdraví a Světové zdravotnické organizace. V letech 2003 až 2007 byl redaktorem časopisu Journal of Experimental Medicine, v letech 2003 až 2008 časopisu Journal of Virology a od roku 2005 časopisu PLoS Pathogens. Je autorem více než 400 odborných vědeckých článků.
Kromě Nobelovy ceny je Rice držitelem Ceny Roberta Kocha (2015) a Lasker-DeBakeyho ceny za klinický lékařský výzkum (2016, oceněni byli také Ralf F. W. Bartenschlager a Michael J. Sofia).